# اندیس قله کفتارها
قله کفتارها یک اندیس فلزی است که در حوالی شهر خورس استان سمنان قرار دارد و مادهٔ معدنی موجود در آن، سرب و روی است.  